# MenAfriVac
MenAfriVac est un vaccin contre la Neisseria meningitidis qui cause certaines formes de méningite. Il a été développé par le Projet Vaccins Méningite. Il est produit par le Serum Institute of India.

## Histoire
Le MenAfriVac aurait été administré en décembre 2010 à 58,5 millions de personnes au Burkina Faso, au Mali, au Niger, au Nigeria, au Cameroun et au Tchad. 
Selon un article du The Lancet, le MenAfriVac aurait une efficacité de 94 % sur une population de 1,8 million de personnes vaccinées dans trois régions du Tchad. Entre 2010 et 2015, ce vaccin aurait été inoculé à 237 millions de personnes. Son action aurait presque supprimé l'occurrence de la méningite A en Afrique sub-saharienne.